# Prosoplus albomaculatus
Prosoplus albomaculatus är en skalbaggsart som beskrevs av Stefan von Breuning 1963. Prosoplus albomaculatus ingår i släktet Prosoplus och familjen långhorningar. Inga underarter finns listade i Catalogue of Life.